# لاسيلس أبركرمبي
لاسيلس أبركرمبي (9 يناير 1881-27 أكتوبر 1938) (بالإنجليزية: Lascelles Abercrombie)‏ شاعر وناقد إنجليزي. له قصائد طويلة تظهر فيها براعته في توليد الصور, ويدور معظمها حول موضوعات وقصص من الأنجيل, وان كان يخالف الإنجيل في تفسيره الميتافيزيقا لها. من أهم مؤلفاته (ديوان شعر) 1930, ودراساته النقدية (توماس هاردي) 1912, ونظرية الشعر 1924, الرومانتيكية 1927.

## روابط خارجية
- لاسيلس أبركرمبي على موقع الموسوعة البريطانية (الإنجليزية)
- لاسيلس أبركرمبي على موقع ديسكوغز (الإنجليزية)